# Gran Premio motociclistico di Indianapolis 2008
Il Gran Premio motociclistico di Indianapolis 2008 è stato il quattordicesimo Gran Premio della stagione 2008, nonché la prima edizione del Gran Premio ospitato da questo circuito nella sua versione stradale, circuito maggiormente conosciuto nella sua conformazione ovale che ospita la 500 Miglia di Indianapolis.
Ha visto la vittoria di Valentino Rossi su Yamaha in MotoGP e di Nicolás Terol su Aprilia nella classe 125. La classe 250, in cui la pole position era stata appannaggio di Marco Simoncelli su Gilera, non ha corso a causa di vento eccessivo dovuto al passaggio su Indianapolis dell'Uragano Ike.

## MotoGP

### Schieramento di partenza
| 1ª fila: | 1ª fila: | 1ª fila: | Valentino Rossi  | Casey Stoner     | Jorge Lorenzo   |
| 2ª fila: | 2ª fila: | 2ª fila: | Nicky Hayden     | Ben Spies        | Randy de Puniet |
| 3ª fila: | 3ª fila: | 3ª fila: | Andrea Dovizioso | Daniel Pedrosa   | Toni Elías      |
| 4ª fila: | 4ª fila: | 4ª fila: | James Toseland   | Colin Edwards    | Alex De Angelis |
| 5ª fila: | 5ª fila: | 5ª fila: | Loris Capirossi  | Sylvain Guintoli | Chris Vermeulen |
| 6ª fila: | 6ª fila: | 6ª fila: | John Hopkins     | Shin'ya Nakano   | Marco Melandri  |
| 7ª fila: | 7ª fila: | 7ª fila: | Anthony West     |                  |                 |

### Arrivati al traguardo

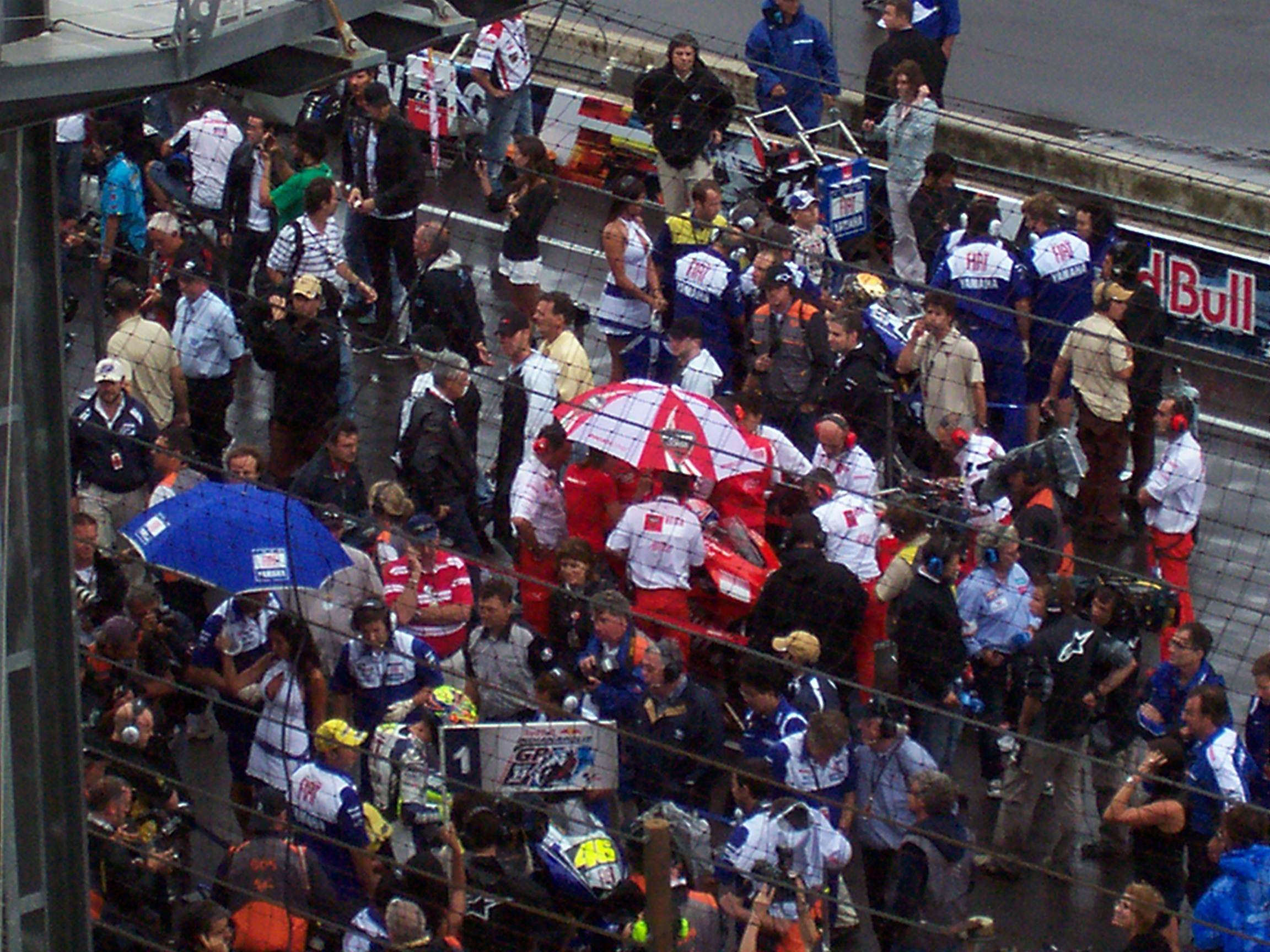
Lo schieramento di partenza

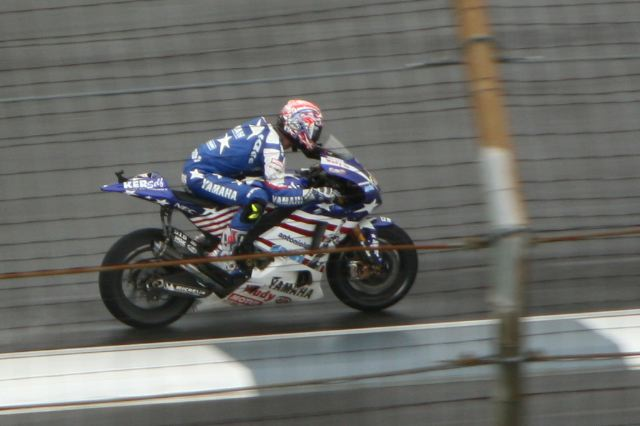
Colin Edwards

La gara della MotoGP è stata interrotta dopo 20 giri a causa del vento eccessivo. La direzione gara ha deciso di non far riprendere la gara ed è stato considerato valido l'ordine d'arrivo del 20º giro.
| Pos | Nº | Pilota           | Squadra                 | Motocicletta | Giri | Tempo     | Griglia | Punti |
| --- | -- | ---------------- | ----------------------- | ------------ | ---- | --------- | ------- | ----- |
| 1   | 46 | Valentino Rossi  | Fiat Yamaha             | Yamaha       | 20   | 37:20.095 | 1       | 25    |
| 2   | 69 | Nicky Hayden     | Repsol Honda            | Honda        | 20   | +5.972    | 4       | 20    |
| 3   | 48 | Jorge Lorenzo    | Fiat Yamaha             | Yamaha       | 20   | +7.858    | 3       | 16    |
| 4   | 1  | Casey Stoner     | Ducati Team             | Ducati       | 20   | +28.162   | 2       | 13    |
| 5   | 4  | Andrea Dovizioso | JiR Team Scot           | Honda        | 20   | +28.824   | 7       | 11    |
| 6   | 11 | Ben Spies        | Rizla Suzuki            | Suzuki       | 20   | +29.645   | 5       | 10    |
| 7   | 50 | Sylvain Guintoli | Alice Team              | Ducati       | 20   | +36.223   | 14      | 9     |
| 8   | 2  | Daniel Pedrosa   | Repsol Honda            | Honda        | 20   | +37.258   | 8       | 8     |
| 9   | 7  | Chris Vermeulen  | Rizla Suzuki            | Suzuki       | 20   | +38.442   | 15      | 7     |
| 10  | 15 | Alex De Angelis  | San Carlo Honda Gresini | Honda        | 20   | +42.437   | 12      | 6     |
| 11  | 13 | Anthony West     | Kawasaki Racing         | Kawasaki     | 20   | +47.179   | 19      | 5     |
| 12  | 24 | Toni Elías       | Alice Team              | Ducati       | 20   | +55.962   | 9       | 4     |
| 13  | 14 | Randy de Puniet  | LCR Honda               | Honda        | 20   | +57.366   | 6       | 3     |
| 14  | 21 | John Hopkins     | Kawasaki Racing         | Kawasaki     | 20   | +58.353   | 16      | 2     |
| 15  | 5  | Colin Edwards    | Tech 3 Yamaha           | Yamaha       | 20   | +1:00.613 | 11      | 1     |
| 16  | 65 | Loris Capirossi  | Rizla Suzuki            | Suzuki       | 20   | +1:05.620 | 13      |       |
| 17  | 56 | Shin'ya Nakano   | San Carlo Honda Gresini | Honda        | 20   | +1:05.854 | 17      |       |
| 18  | 52 | James Toseland   | Tech 3 Yamaha           | Yamaha       | 20   | +1:07.968 | 10      |       |
| 19  | 33 | Marco Melandri   | Ducati Team             | Ducati       | 20   | +1:21.023 | 18      |       |

## Classe 125

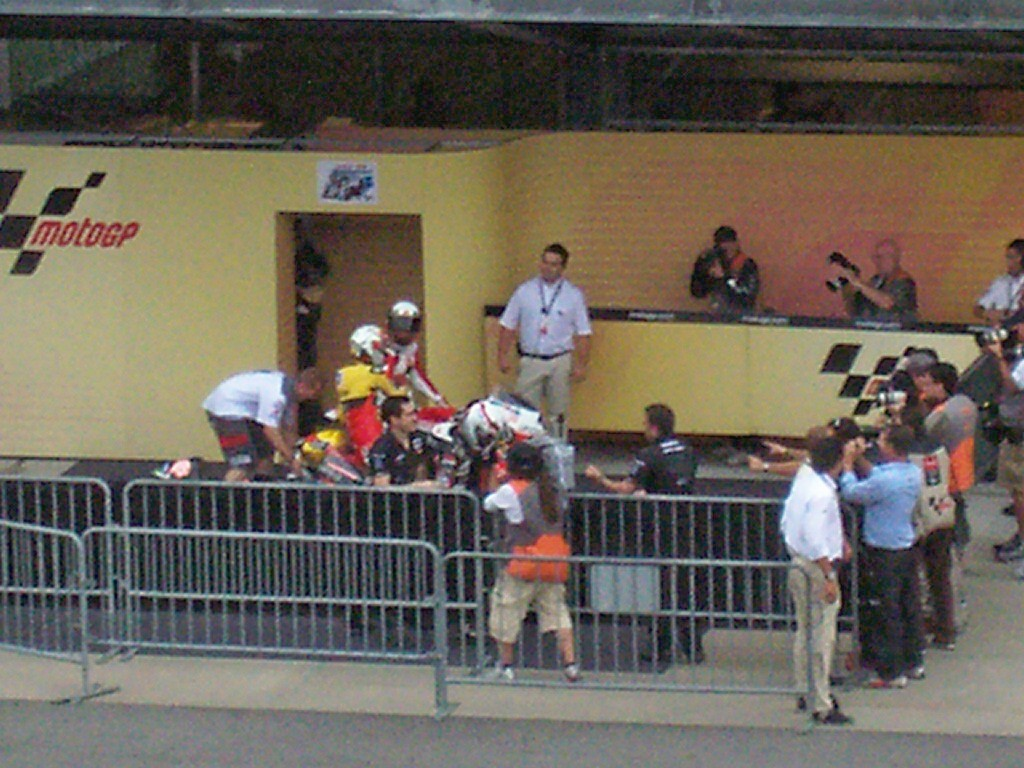
Il parco chiuso all'arrivo della classe 125

La gara di questa classe è stata interrotta dopo 16 giri a causa della pioggia. Poiché sono stati completati i 2/3 di gara, l'ordine d'arrivo è considerato quello del 16º giro.

### Arrivati al traguardo
| Pos | Nº | Pilota              | Squadra                   | Motocicletta | Giri | Tempo     | Griglia | Punti |
| --- | -- | ------------------- | ------------------------- | ------------ | ---- | --------- | ------- | ----- |
| 1   | 18 | Nicolás Terol       | Jack & Jones WRB          | Aprilia      | 16   | 29:51.350 | 6       | 25    |
| 2   | 44 | Pol Espargaró       | Belson Derbi              | Derbi        | 16   | +1.708    | 1       | 20    |
| 3   | 17 | Stefan Bradl        | Grizzly Gas Kiefer Racing | Aprilia      | 16   | +3.984    | 3       | 16    |
| 4   | 45 | Scott Redding       | Blusens Aprilia Junior    | Aprilia      | 16   | +4.277    | 9       | 13    |
| 5   | 11 | Sandro Cortese      | Emmi - Caffe Latte        | Aprilia      | 16   | +4.413    | 10      | 11    |
| 6   | 93 | Marc Márquez        | Repsol KTM                | KTM          | 16   | +4.454    | 13      | 10    |
| 7   | 24 | Simone Corsi        | Jack & Jones WRB          | Aprilia      | 16   | +6.261    | 7       | 9     |
| 8   | 38 | Bradley Smith       | Polaris World             | Aprilia      | 16   | +7.782    | 11      | 8     |
| 9   | 51 | Stevie Bonsey       | Degraaf Grand Prix        | Aprilia      | 16   | +12.035   | 15      | 7     |
| 10  | 63 | Mike Di Meglio      | Ajo Motorsport            | Derbi        | 16   | +12.251   | 2       | 6     |
| 11  | 77 | Dominique Aegerter  | Ajo Motorsport            | Derbi        | 16   | +15.465   | 8       | 5     |
| 12  | 6  | Joan Olivé          | Belson Derbi              | Derbi        | 16   | +18.312   | 12      | 4     |
| 13  | 35 | Raffaele De Rosa    | Onde 2000 KTM             | KTM          | 16   | +20.137   | 17      | 3     |
| 14  | 1  | Gábor Talmácsi      | Bancaja Aspar             | Aprilia      | 16   | +24.651   | 16      | 2     |
| 15  | 99 | Danny Webb          | Degraaf Grand Prix        | Aprilia      | 16   | +27.592   | 4       | 1     |
| 16  | 16 | Jules Cluzel        | Loncin Racing             | Loncin       | 16   | +35.432   | 31      |       |
| 17  | 21 | Robin Lässer        | Grizzly Gas Kiefer Racing | Aprilia      | 16   | +37.082   | 22      |       |
| 18  | 33 | Sergio Gadea        | Bancaja Aspar             | Aprilia      | 16   | +38.549   | 23      |       |
| 19  | 71 | Tomoyoshi Koyama    | ISPA KTM Aran             | KTM          | 16   | +38.571   | 18      |       |
| 20  | 7  | Efrén Vázquez       | Blusens Aprilia Junior    | Aprilia      | 16   | +40.991   | 24      |       |
| 21  | 56 | Hugo van den Berg   | Degraaf Grand Prix        | Aprilia      | 16   | +1:06.197 | 30      |       |
| 22  | 54 | PJ Jacobsen         | Bancaja Aspar             | Aprilia      | 16   | +1:06.327 | 25      |       |
| 23  | 48 | Bastien Chesaux     | WTR San Marino            | Aprilia      | 16   | +1:07.067 | 34      |       |
| 24  | 94 | Jonas Folger        | Red Bull KTM              | KTM          | 16   | +1:14.709 | 29      |       |
| 25  | 95 | Robert Mureșan      | Grizzly Gas Kiefer Racing | Aprilia      | 16   | +1:20.413 | 32      |       |
| 26  | 5  | Alexis Masbou       | Loncin Racing             | Loncin       | 16   | +1:21.880 | 27      |       |
| 27  | 74 | Davide Stirpe       | ISPA KTM Aran             | KTM          | 16   | +1:22.026 | 33      |       |
| 28  | 36 | Cyril Carrillo      | FFM Honda GP 125          | Honda        | 16   | +1:22.159 | 35      |       |
| 29  | 90 | Kristian Lee Turner | Veloce Racing             | Aprilia      | 16   | +2:11.524 | 36      |       |

### Ritirati
| Nº | Pilota           | Squadra         | Motocicletta | Giri | Griglia |
| -- | ---------------- | --------------- | ------------ | ---- | ------- |
| 8  | Lorenzo Zanetti  | ISPA KTM Aran   | KTM          | 12   | 28      |
| 72 | Marco Ravaioli   | Matteoni Racing | Aprilia      | 9    | 26      |
| 22 | Pablo Nieto      | Onde 2000 KTM   | KTM          | 8    | 20      |
| 60 | Michael Ranseder | I.C. Team       | Aprilia      | 6    | 19      |
| 73 | Takaaki Nakagami | I.C. Team       | Aprilia      | 5    | 14      |
| 29 | Andrea Iannone   | I.C. Team       | Aprilia      | 4    | 5       |
| 12 | Esteve Rabat     | Repsol KTM      | KTM          | 1    | 21      |